# Staré Hory, Banská Bystrica
Staré Hory este o comună slovacă, aflată în districtul Banská Bystrica din regiunea Banská Bystrica, pe malul râului Starohorský Potok⁠(d). Localitatea se află la altitudinea de 539 m deasupra n.m., se întinde pe o suprafață de 41,56 km2 și în 2006 număra 509 locuitori. 
Staré Hory este cunoscută ca un loc de pelerinaj catolic cu o istorie a pelerinajului care datează din secolul al XV-lea.

## Istoric
Localitatea Staré Hory este atestată documentar din 1536.

## Loc de pelerinaj
Satul este dominat de biserica inițial gotică a Vizitei Fecioarei Maria din 1499, care a fost reconstruită în stil baroc în 1722 și modificată în stil clasic în 1850. În 1990, papa Ioan Paul al II-lea a promovat-o basilica minor.

## Demografie
| An:                | 1994 | 2004   | 2014    | 2024   |
| ------------------ | ---- | ------ | ------- | ------ |
| Număr de persoane: | 438  | 469    | 554     | 582    |
| Diferență:         |      | +7,07% | +18,12% | +5,05% |

| An:                | 2023 | 2024   |
| ------------------ | ---- | ------ |
| Număr de persoane: | 572  | 582    |
| Diferență:         |      | +1,74% |